# Křížová cesta (Království)
Křížová cesta v Království, místní části města Šluknov ve Šluknovském výběžku, se nachází přibližně 900 metrů severně od vesnice na Kamenném vrchu (německy Steinhügel). Od roku 2014 je chráněna jako nemovitá kulturní památka.

## Historie
Ve vsi Království stojí od roku 1859 desátá křížová cesta Šluknovského výběžku. Bylo postaveno 13 sloupků zastavení, kaple Kalvárie, kaple Božího hrobu, Getsemanská zahrada, kaple Žaláře Krista a sloupek zastavení s obrazem Poslední večeře. Dřevěné reliéfy do výklenků zastavení vyřezal jedenatřicetiletý Josef May ze Šluknova, pozdější významný řezbář 19. století ve Šluknovském výběžku. Ve 2. polovině 19. století se faráři P. Franz Kofer ze Šluknova a P. Wenzel Karl z Království zasloužili o množství staveb v areálu, nacházejí se zde kromě kaplí také umělé jeskyňky (grotty).
Křížová cesta byla zdevastována v období po druhé světové válce. V roce 2003 došlo k pokusu o odcizení kamenných zastavení. Krádeži bylo zabráněno, kamenná zastavení byla uložena na jiném místě a čekají na obnovu poničeného areálu křížové cesty.
Památkově chráněny jsou tyto objekty: historická zeleň, soubor 14 výklenkových kaplí, kaple Kalvárie, kaple Božího hrobu, kaple Žaláře Krista, grotta sv. Petra, grotta sv. Máří Magdaleny, soubor soch Getsemanské zahrady: sousoší klečícího Krista s andělem, sochy svatého Jana, svatého Jakuba a svatého Petra.

## Kaple

### Kaple Kalvárie
Kaple Kalvárie stojí v nejvyšším bodě křížové cesty. Tvoří její XII. zastavení a postavena byla roku 1859. Klasicistní výklenková kaple je lichoběžníkového půdorysu, převážně kamenná, průčelí zakončuje prostý trojúhelníkový štít. Její interiér tvoří kamenný oltář a jednoduchý kříž. Ke kapli vede kamenné schodiště. Poničená stavba byla kompletně zrekonstruována roku 2010.

### Kaple Božího hrobu
Kaple Božího hrobu je XIV. zastavením křížové cesty. Postavena byla roku 1859 v klasicistním slohu a byla největší z původních tří kaplí křížové cesty. Z původní stavby se dochovalo torzo obvodových zdí.

### Kaple Žaláře Krista
Kaple Žaláře Krista byla původně první z kaplí křížové cesty, kterou doplňovala, aniž by tvořila některé z jejích zastavení. Postavena byla roku 1859 v klasicistním slohu. Kaple byla zničena, zachovala se část obvodových zdí.

### Kaple Bičování Krista
Novoklasicistní kaple Bičování Krista je nejmladší ze čtyř kaplí. Křížovou cestu doplnila v roce 1909. Stojí na obdélném půdorysu, zakončena je odsazenou půlkruhovou apsidou. V průčelí je umístěn půlkruhově zakončený portál a trojúhelníkový štít s výraznými římsami, každou z bočních stěn prolamuje půlkruhově zakončené okno. Fasádu se žlutým nátěrem zdobí bosáž. Město Šluknov provedlo roku 2016 podle plánu celkovou rekonstrukci kaple. Náklady na rekonstrukci činily celkem 348 000 Kč, z toho částkou 200 000 Kč přispělo Ministerstvo kultury. Kaple se dočkala nové břidlicové střechy, vnitřních i vnějších omítek, cihlové podlahy, podhledů, dveřních a okenních výplní. Opravenou kapli slavnostně požehnal u příležitosti státního svátku dne 17. listopadu 2016 šluknovský arciděkan P. Pavel Procházka.

## Galerie

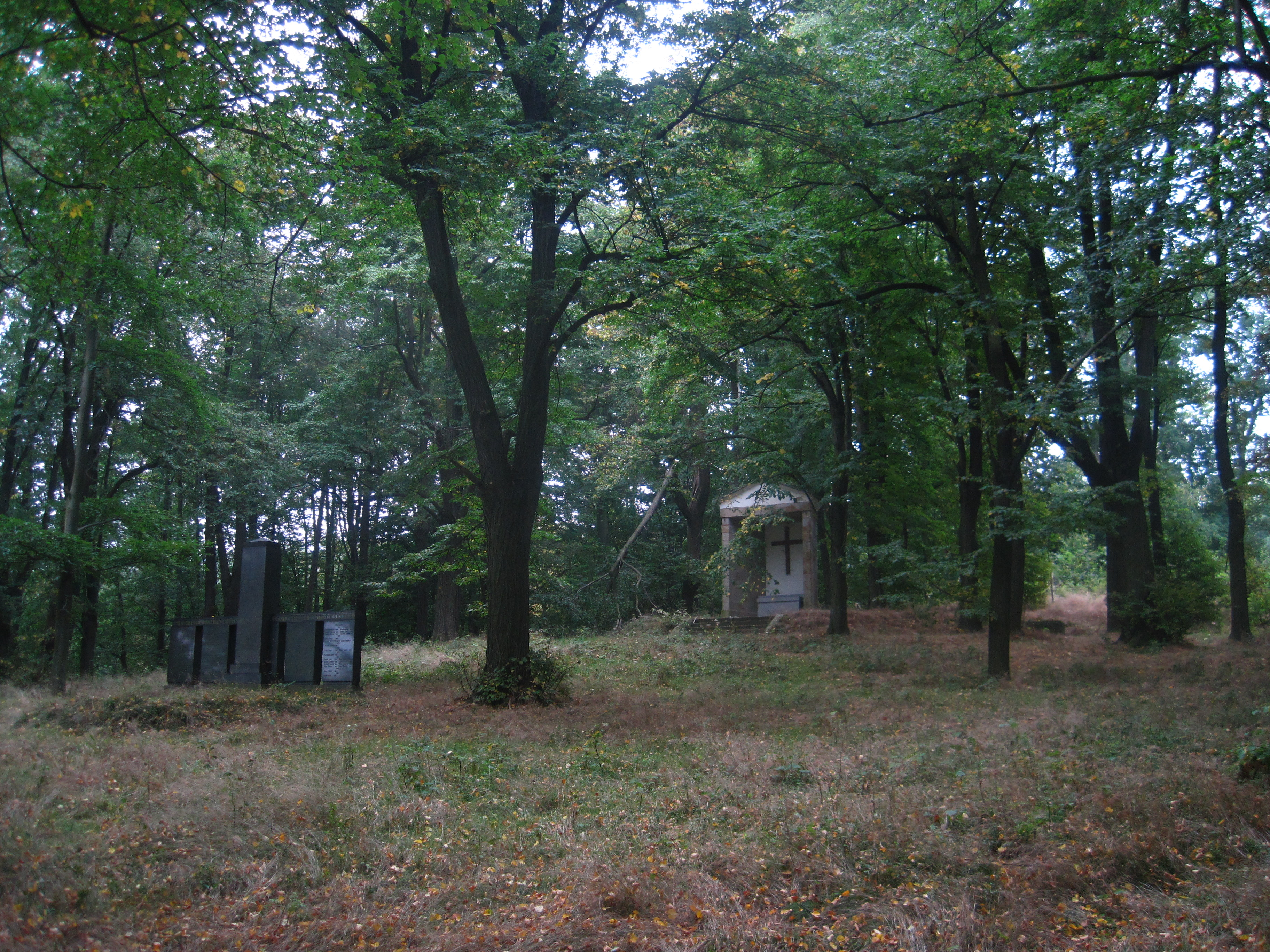
Křížová cesta
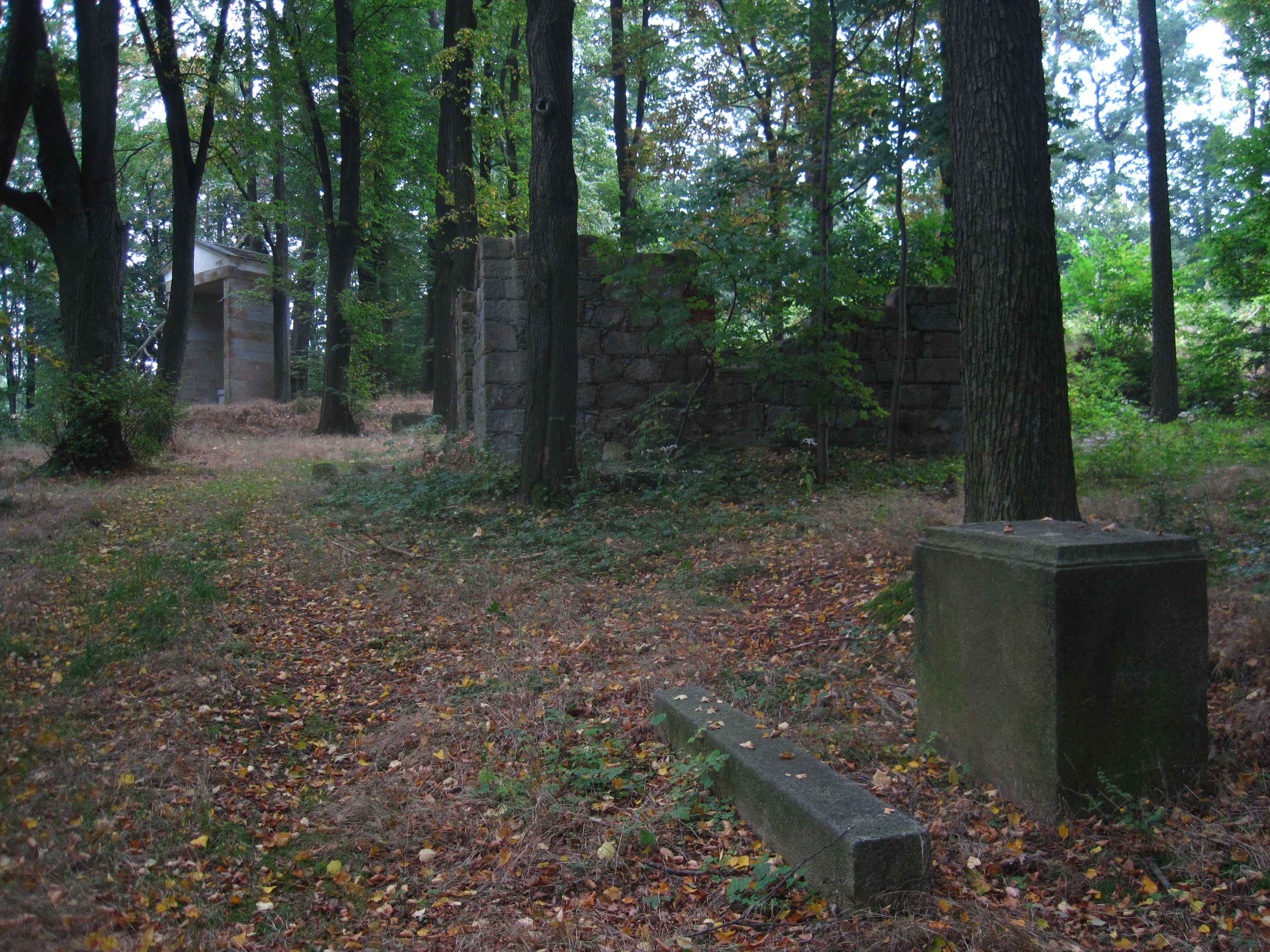
Křížová cesta
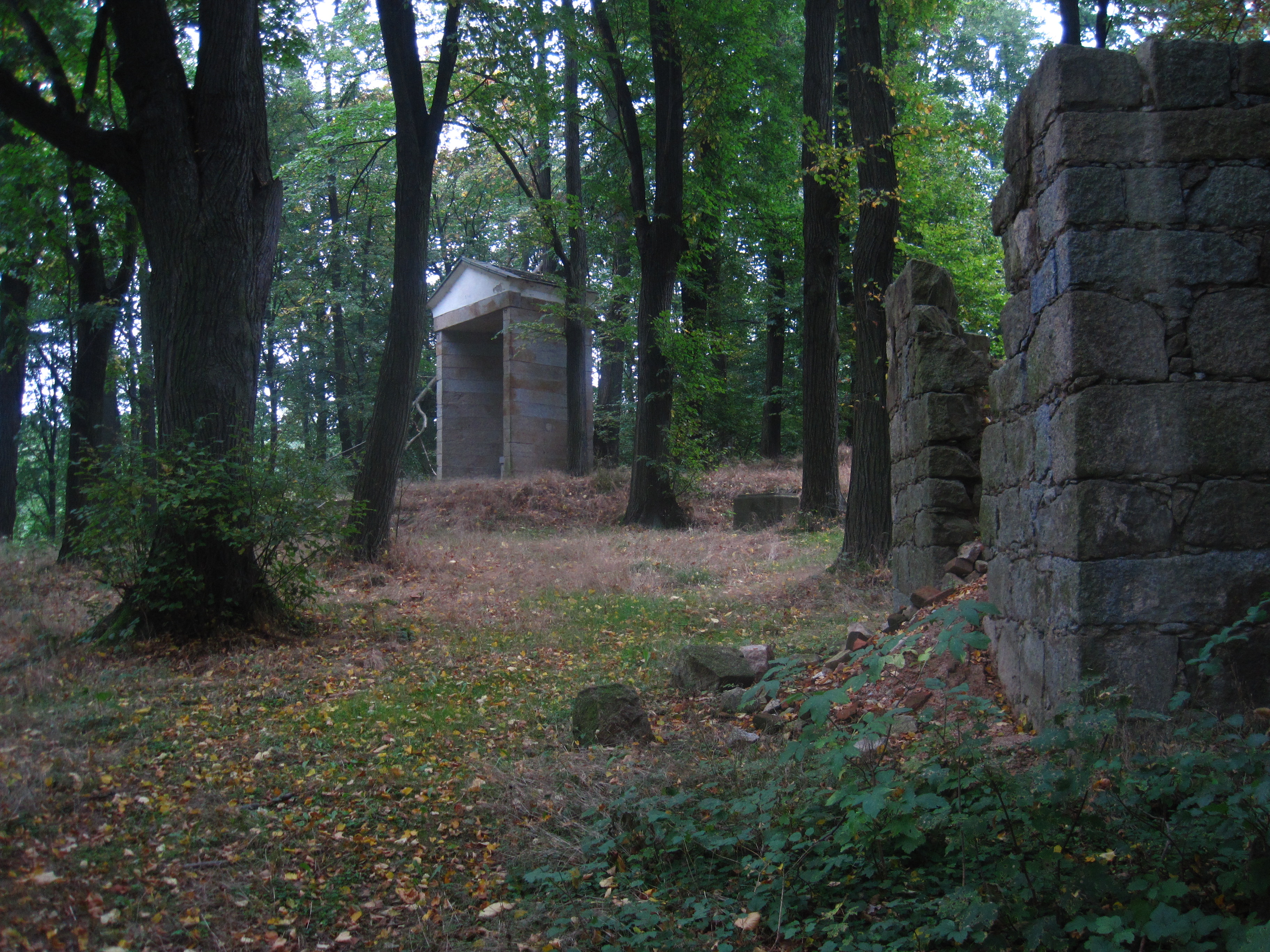
Křížová cesta
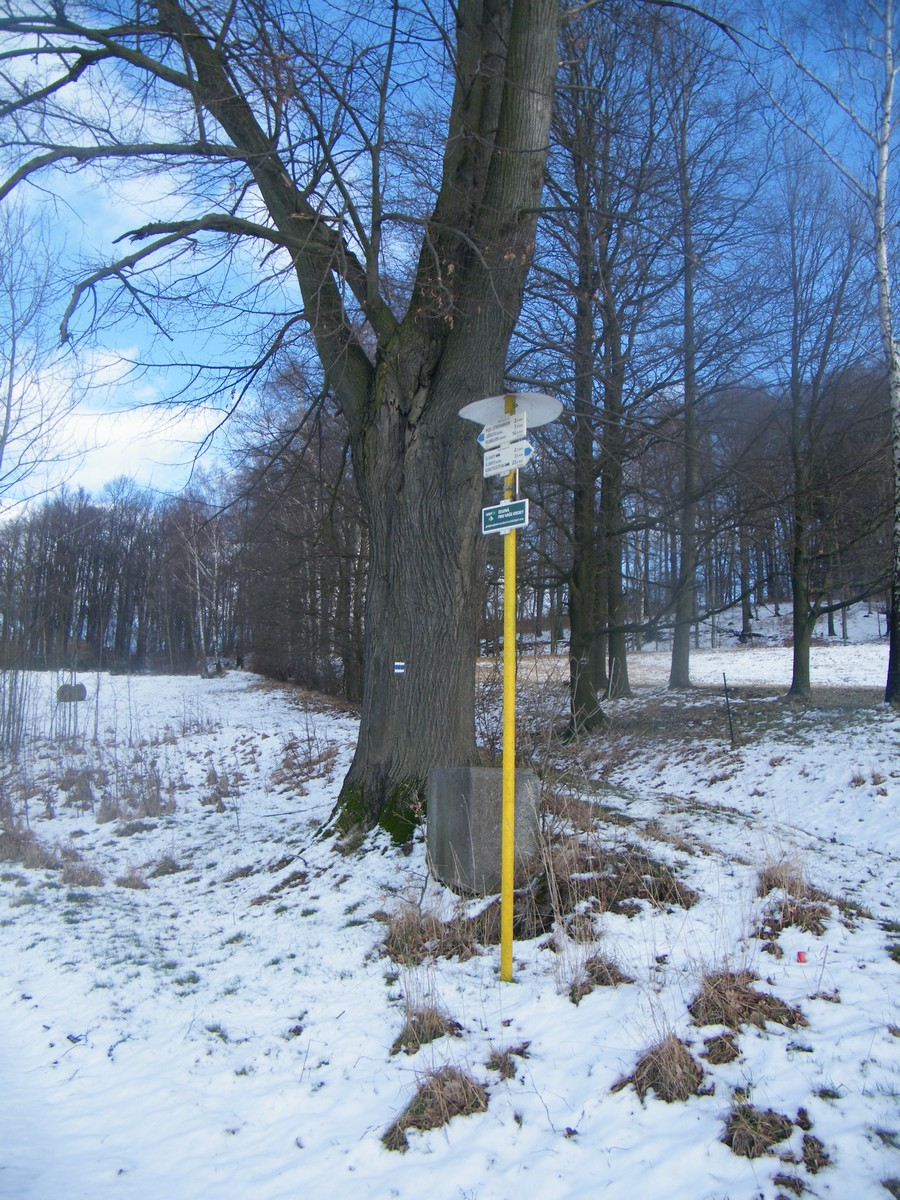
Rozcestník pod křížovou cestou
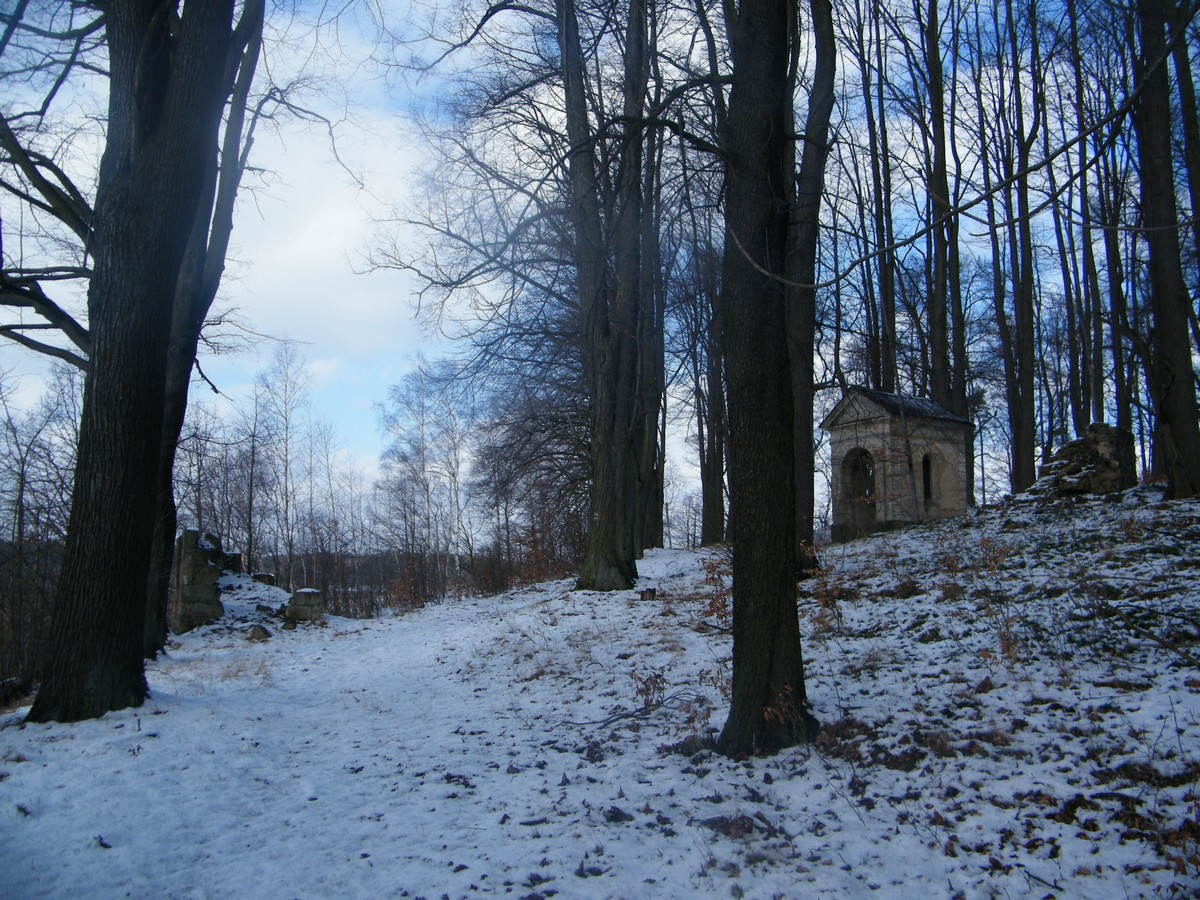
Křížová cesta
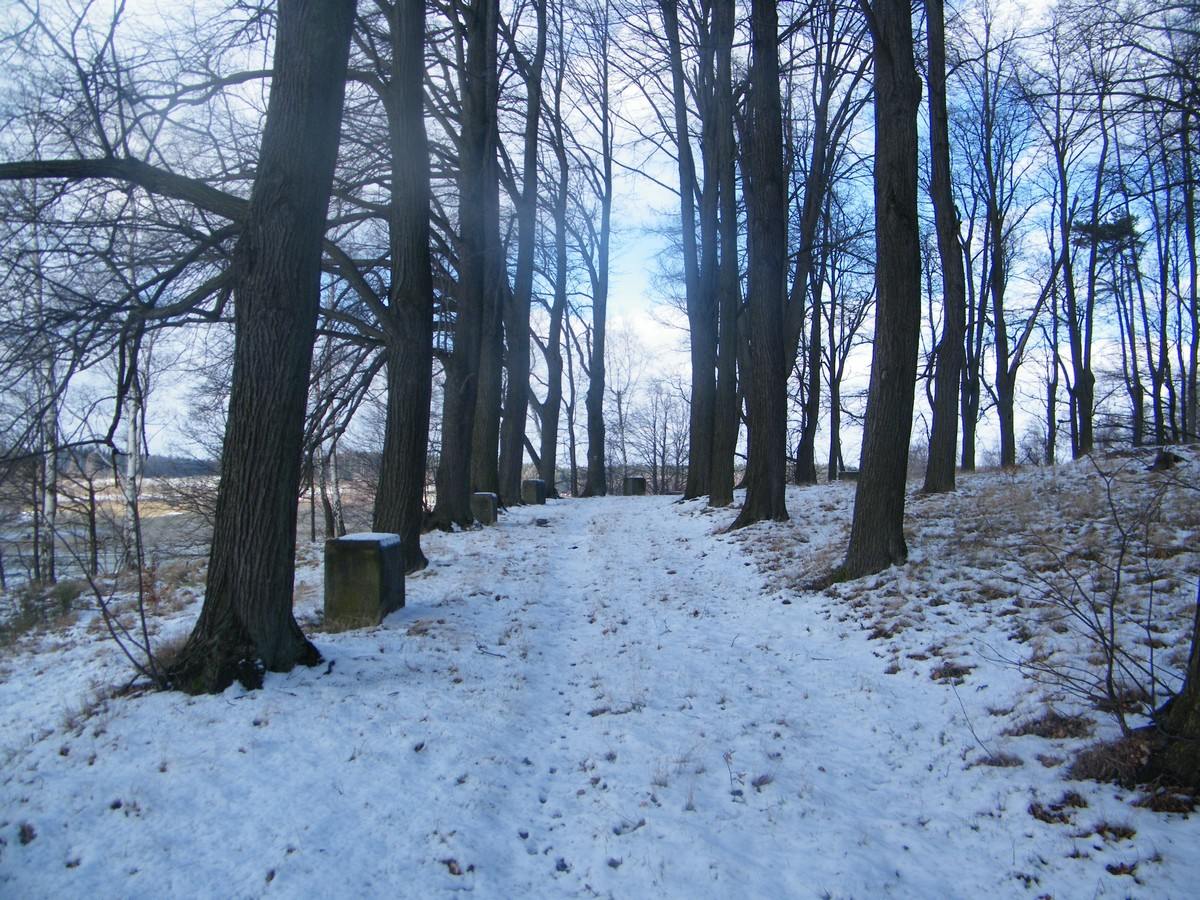
Křížová cesta
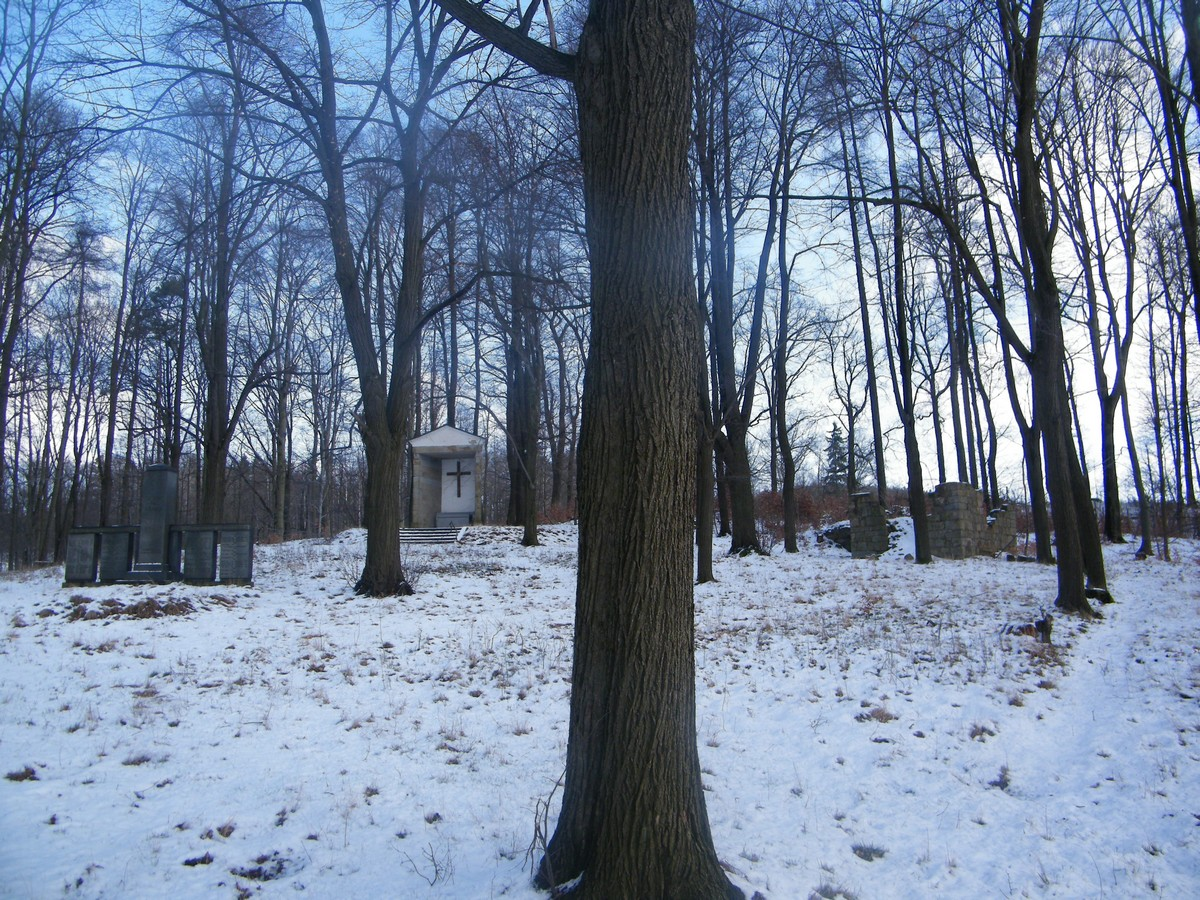
Křížová cesta
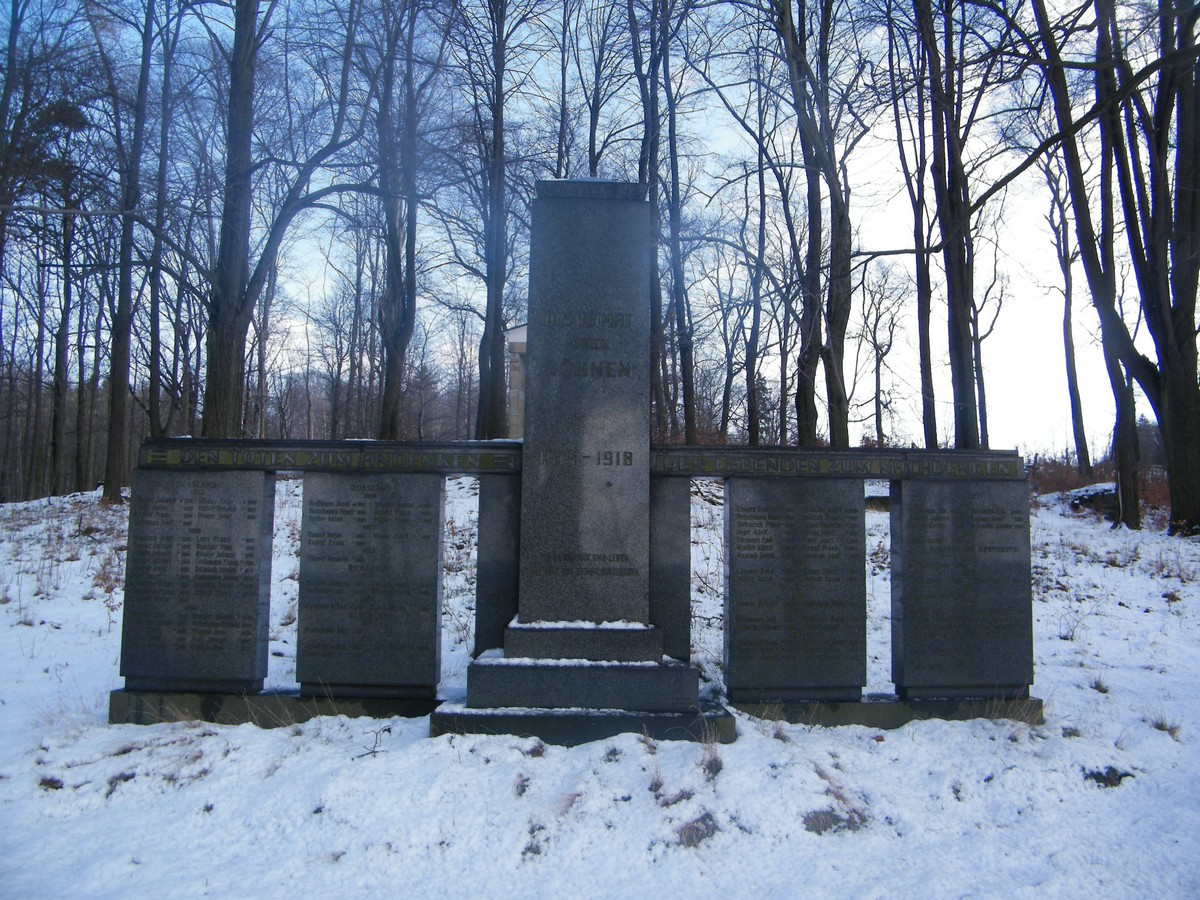
Památník obětem první světové války
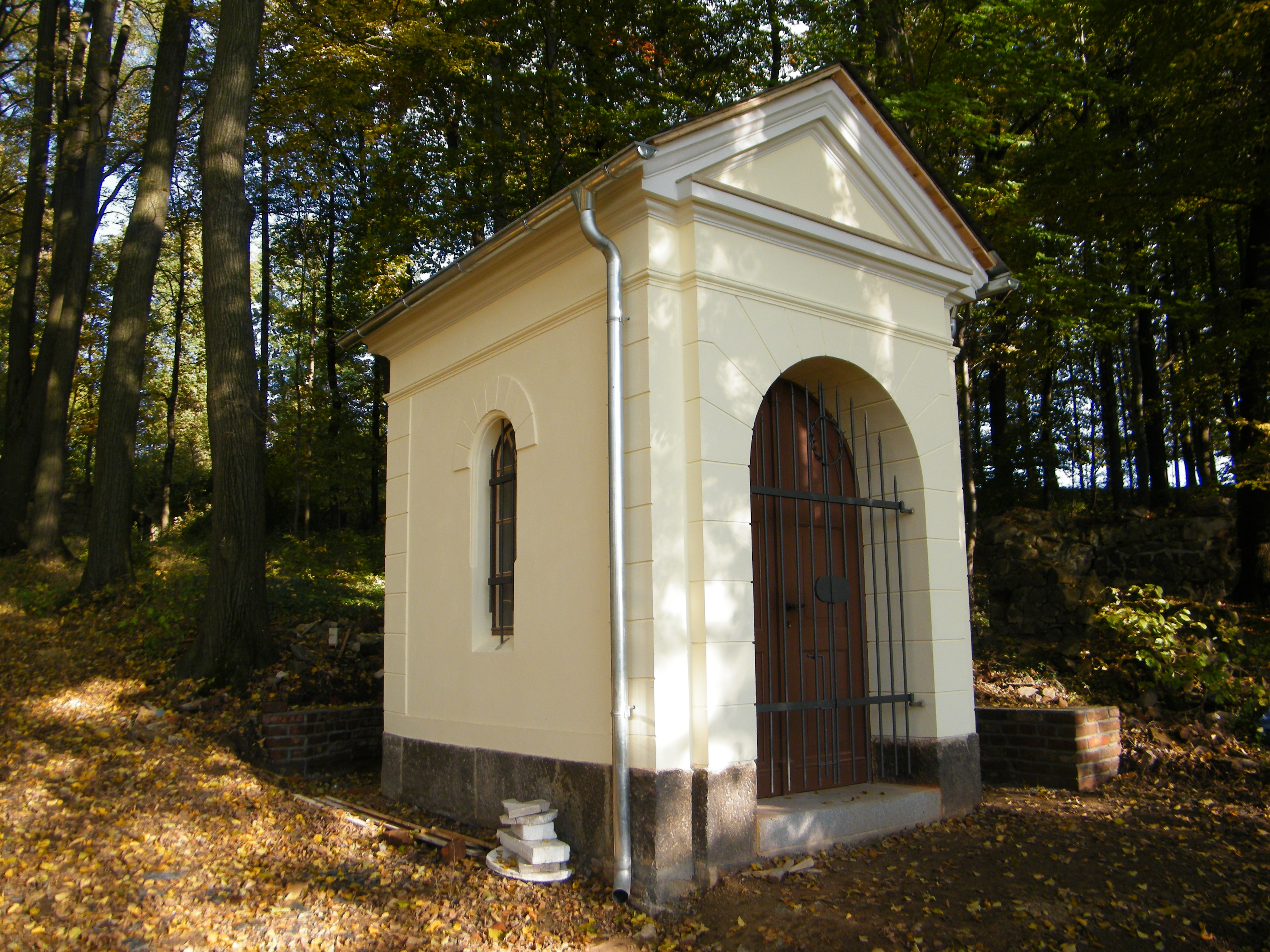
Kaple Bičování Krista po rekonstrukci
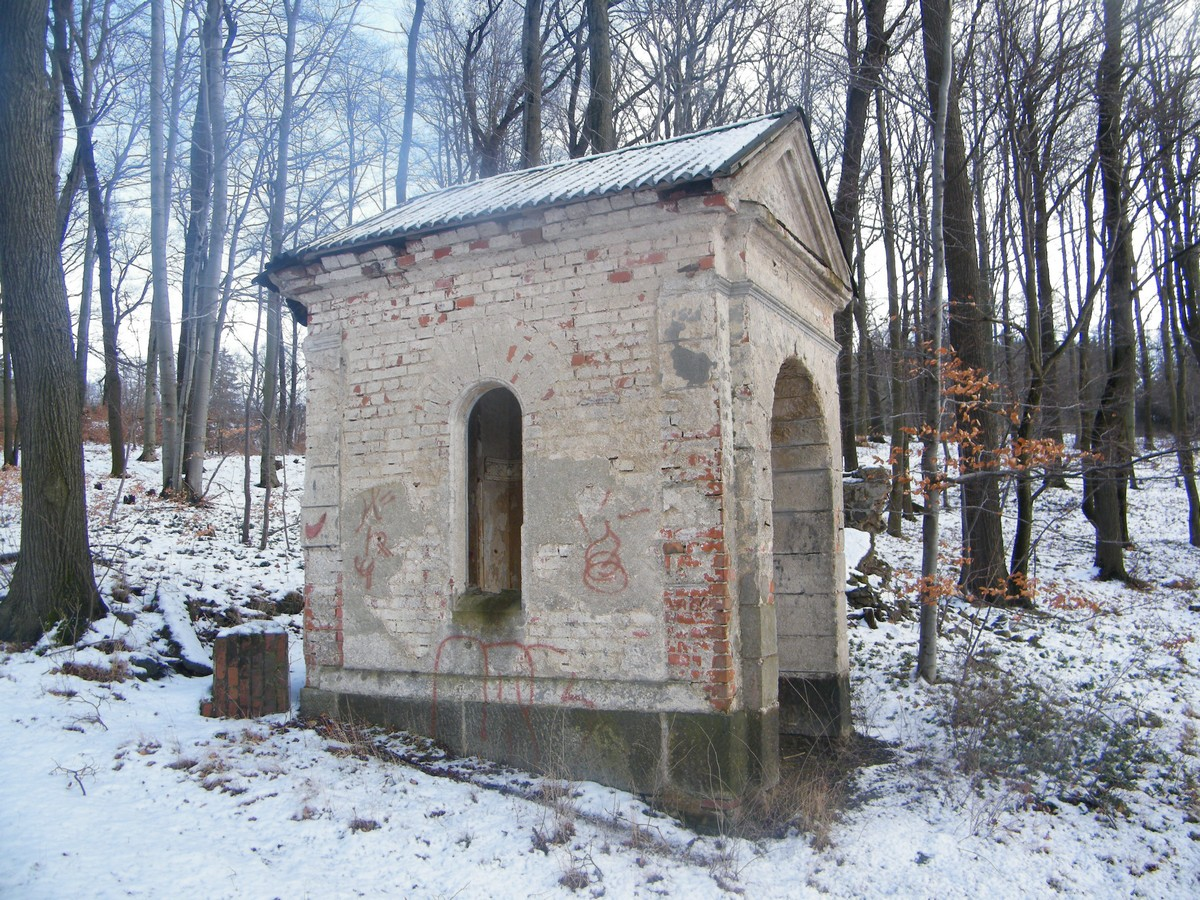
Kaple Bičování Krista před rekonstrukcí
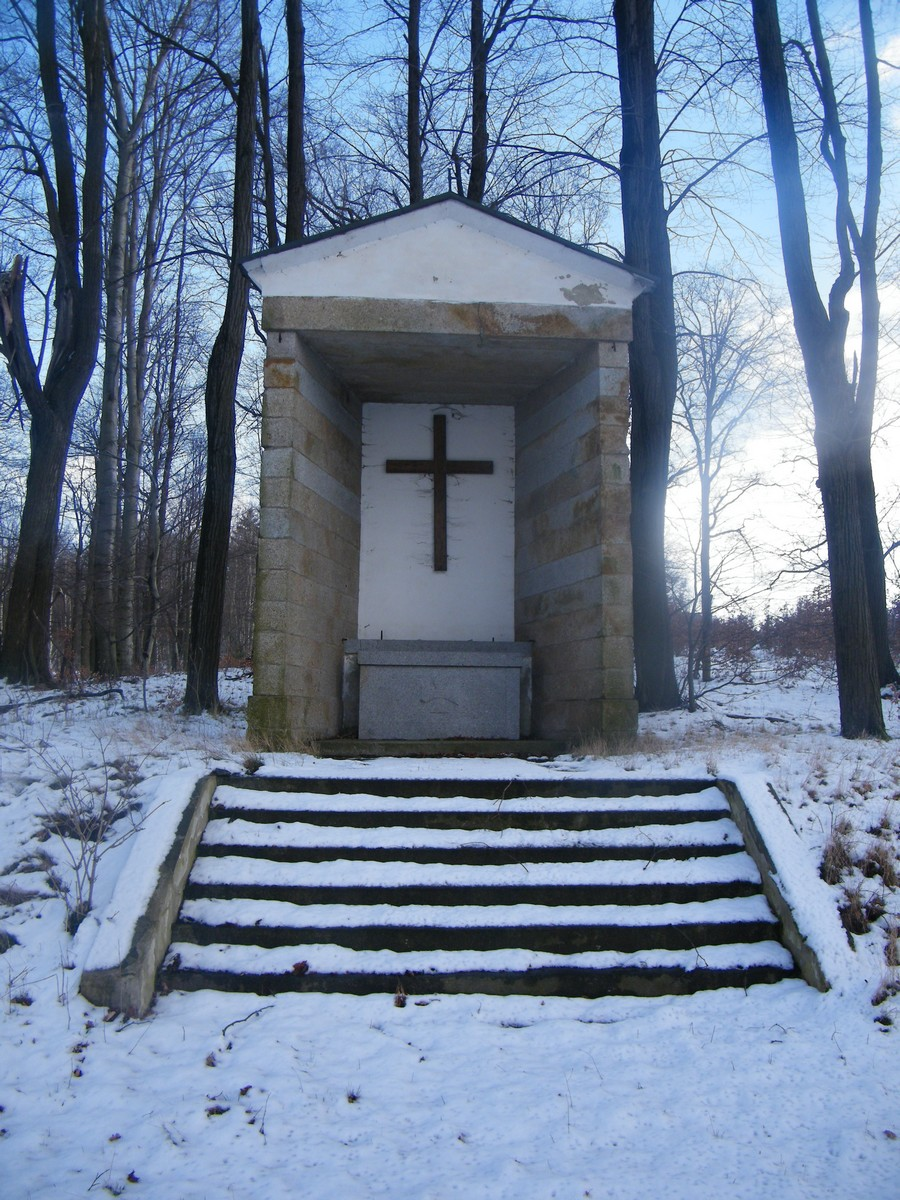
Kaple Kalvárie po rekonstrukci
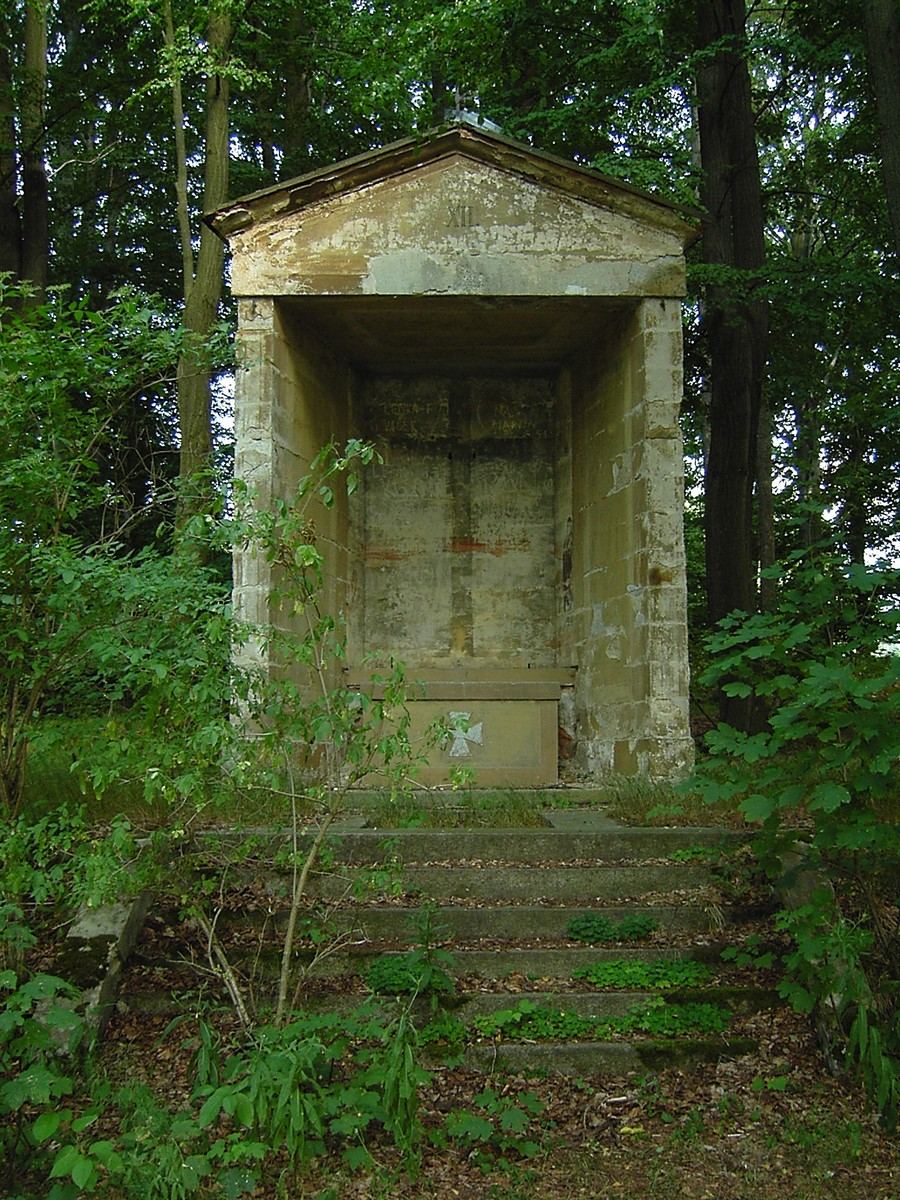
Kaple Kalvárie před rekonstrukcí
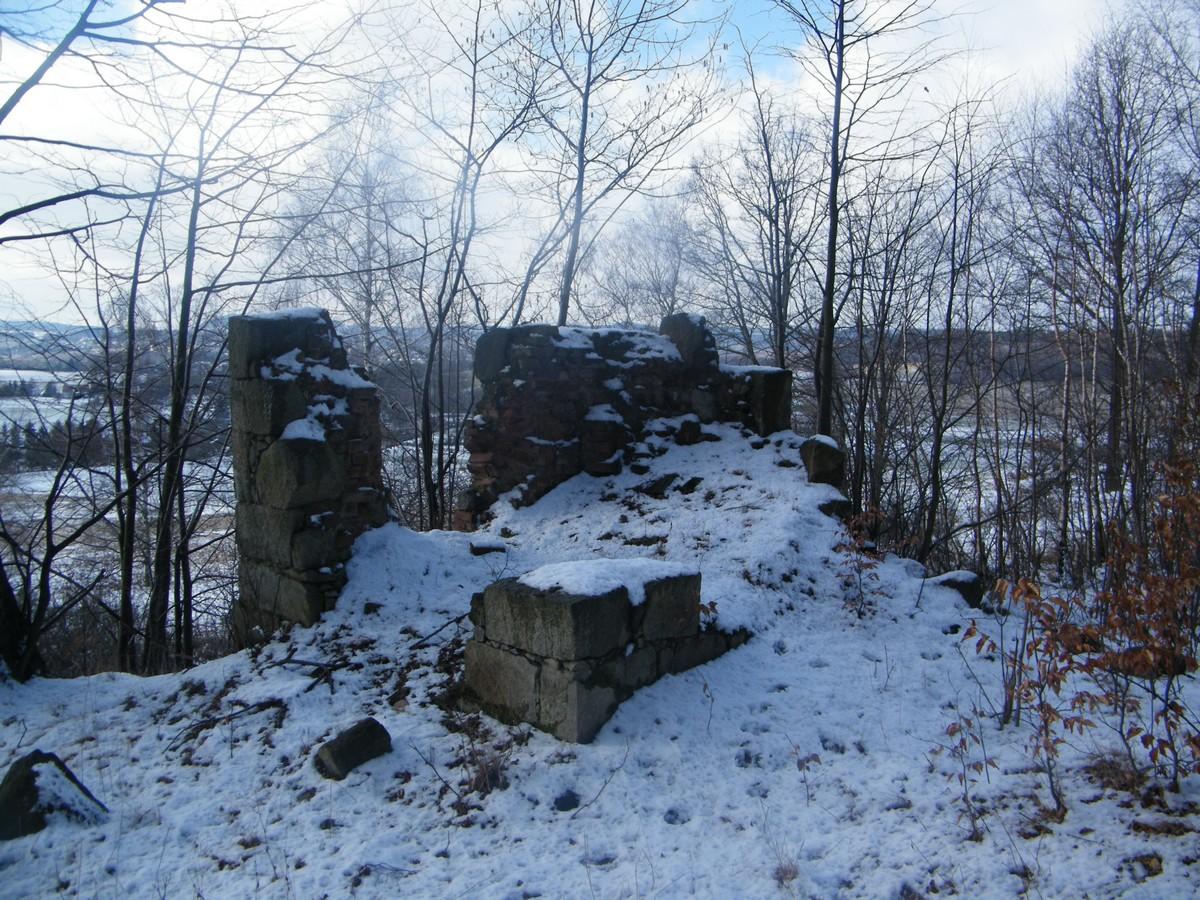
Kaple Bičování Krista
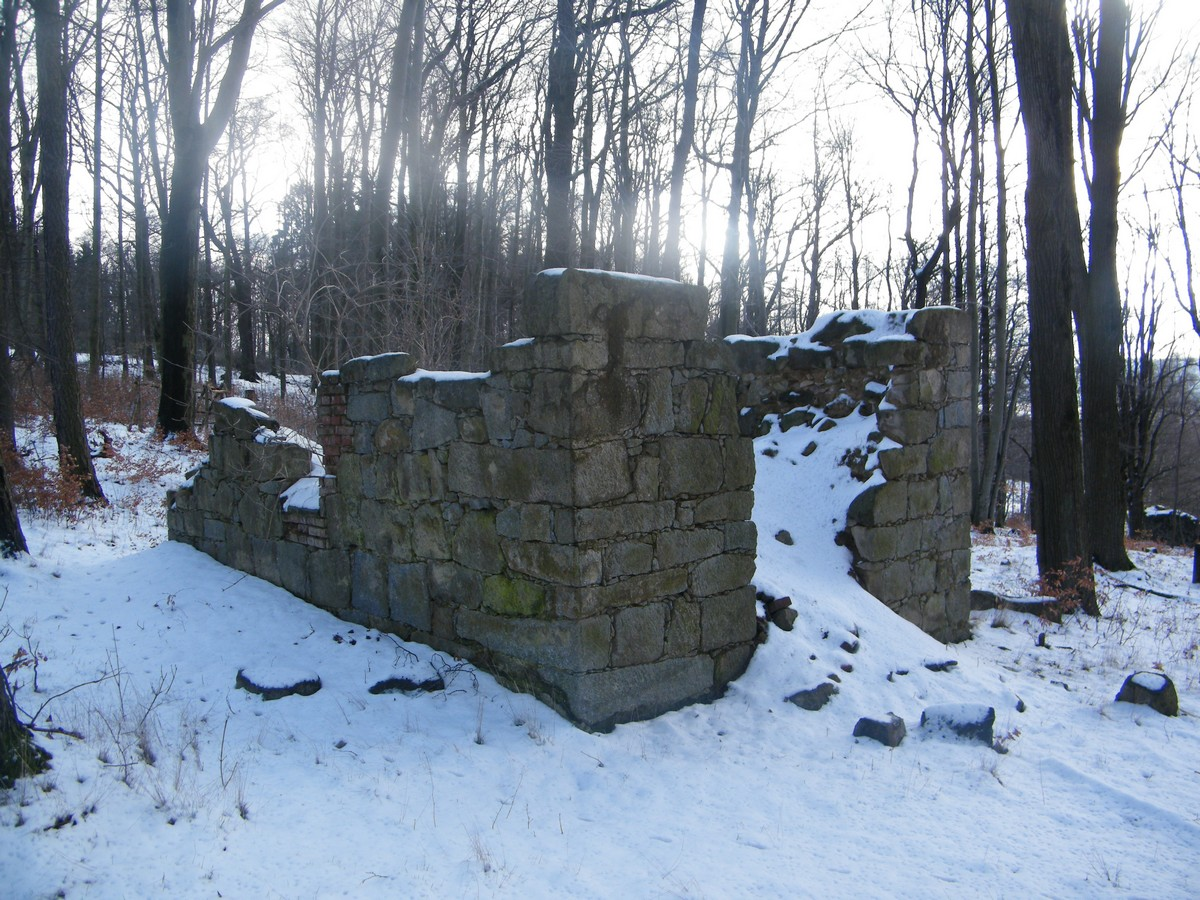
Kaple Božího hrobu
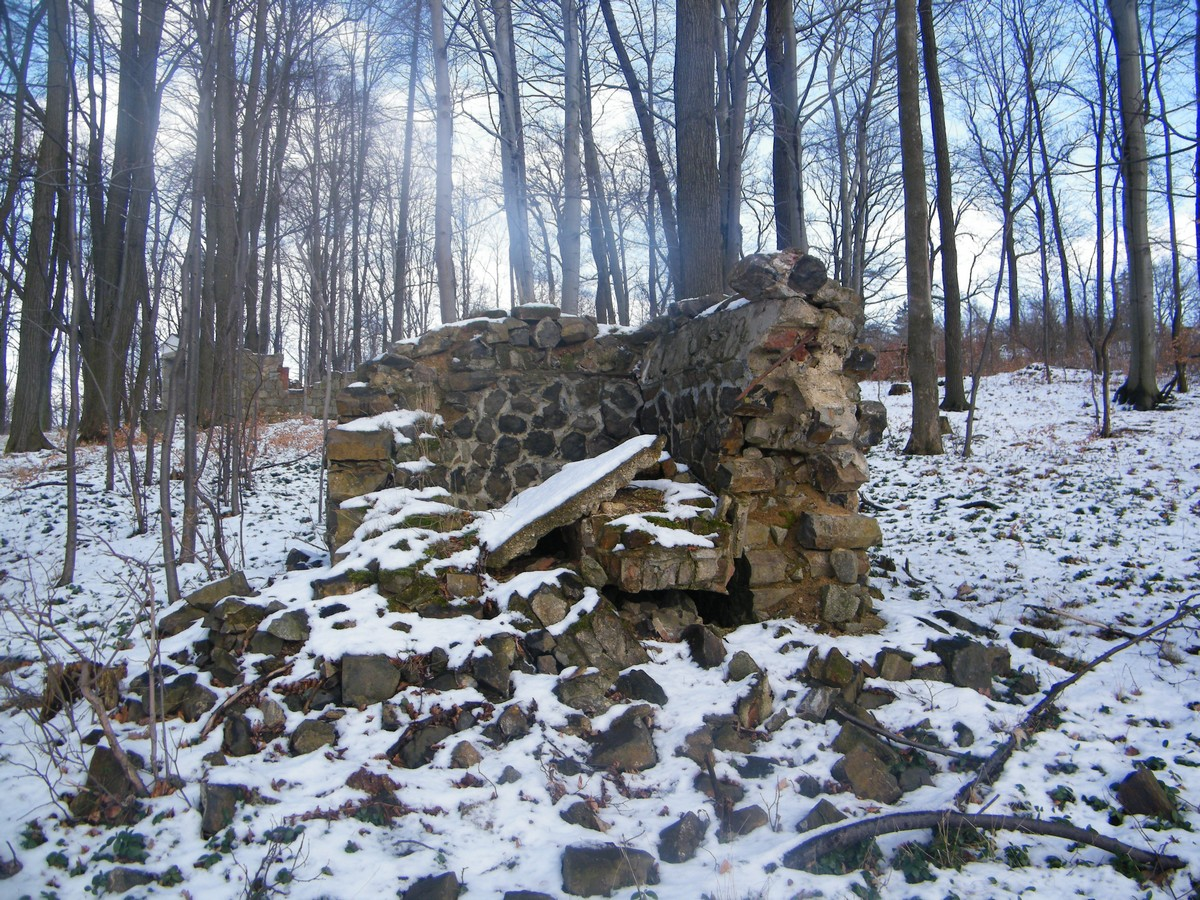
Grotta